# Salta
Salta, cuyo nombre original fue San Felipe de Lerma en el valle de Salta, es una ciudad del norte de Argentina, capital de la provincia homónima. Se encuentra ubicada en el sector norte del Valle de Lerma. Su superficie aproximada es de 120 km². Es también la ciudad más poblada de la provincia, la segunda del NOA y la séptima del país. Se encuentra ubicada al este de la cordillera de los Andes, en el Valle de Lerma, a 1187 m s. n. m., muy cerca del nacimiento del río Mojotoro y cruzada por el río Arenales.
Constituye un importante polo cultural y turístico y es miembro de la red Mercociudades, junto a otras 180 urbes de los países miembros del Mercosur.

## Elementos identitarios

### Toponimia
El nombre de la ciudad de Salta procede del nombre de la tribu indígena  (pueblo originario) de los Salta, que habitaban allí cuando el español Hernando de Lerma fundó la ciudad que originalmente llamó Ciudad de San Felipe y Santiago de Lerma en el valle de Salta, provincia del Tucumán.

### Escudo

Riña de gallos en Salta, según Palliére. Acuarela, 1858.

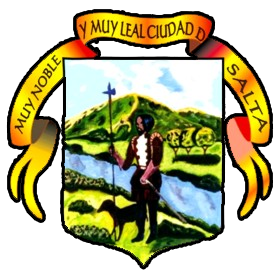
Escudo de la ciudad.

El escudo de armas de la ciudad de Salta es el escudo oficial que utilizan las diferentes áreas y dependencias de la municipalidad de la ciudad de Salta. El Concejo Deliberante de Salta adoptó en 1934 mediante la ordenanza N.º 239/34 un escudo en el que aparecía la figura de un indígena amenazando al conquistador español con arco y flecha, en 1938 la ordenanza municipal N.º 470 retiró la figura por ser considerada "discriminatoria" hacia los pueblos indígenas.

#### Heráldica
Sobre el campo único aparece un soldado español con armadura de plata casaca y bombacho de gules que sostiene con su brazo diestro una alabarda de plata y con el siniestro las correas de un perro. Un río azul celeste y detrás de este aparecen dos colinas y tres árboles en fila foliados en sinople. Por detrás de las sierras hay dos nubes de plata sobre un cielo de azur celeste. Ostenta los títulos de "Muy Noble" y "Muy Leal".

## Historia

Vista de la ciudad de Salta en 1851 por Juan Manuel Besnes e Irigoyen.

Posterior a la primera guerra calchaquí, en marzo de 1576, el virrey español del Perú, Francisco Álvarez de Toledo, con el claro objetivo de llevar a cabo una vez más su idea que las provincias estuvieran conectadas y anexadas de tal forma que pudieran salvaguardarse de los levantamientos, le escribió al rey Felipe II de España que “envió gente a hacer la población del Valle Calchaquí y Salta, para que aquella provincia de Tucumán se pudiera unir, juntar y comerciar con la de la ciudad de la Plata”, llamada a lo largo de su historia como Charcas-La Plata-Chuquisaca-Sucre.
Cumpliendo las órdenes que le dio el virrey Álvarez de Toledo, el explorador español Hernando de Lerma fundó la ciudad de San Felipe y Santiago de Lerma en el valle de Salta el 16 de abril de 1582.
Otras dos causas convencieron al virrey de la necesidad de fundar la ciudad de Salta. La primera de ellas era mitigar la fuerte resistencia que la tribu de los indios chiriguanos oponía al avance español desde el este de la nueva ciudad. La segunda causa fue la de crear un centro poblacional que fuera escala en las comunicaciones entre la ciudad de Lima, la capital virreinal y la lejana Buenos Aires, ciudad cuya segunda fundación habían llevado a cabo los españoles en 1580, en las costas del estuario del Río de la Plata, llave de entrada preferencial hacia el interior virreinal desde el Océano Atlántico.
El nombre Salta es de origen indígena pero su traducción al castellano ha resultado difícil para los lingüistas y sobre su significado exacto se han propuesto las más disímiles teorías.
Durante la época virreinal la población prosperó rápidamente pues era abastecedora de materias primas para la opulenta Potosí. Formó parte del Virreinato del Perú hasta 1776, cuando la Corona de España creó el Virreinato del Río de la Plata. En 1783 fue designada capital de la Intendencia de Salta del Tucumán.
El Cabildo de la ciudad adhirió a la Primera Junta de Gobierno creada tras la Revolución de Mayo, convirtiéndose la ciudad en cuartel general de las expediciones al Alto Perú en la lucha contra los ejércitos realistas. El 20 de febrero de 1813 las tropas de las Provincias Unidas del Río de la Plata, a las órdenes del general Manuel Belgrano, lograron una decisiva segunda victoria sobre los realistas en la batalla de Salta, suceso bélico que aseguró el control patriota del norte del actual territorio argentino. Como consecuencia del triunfo, el mayor general Eustoquio Díaz Vélez, gobernador militar de la Intendencia de Salta del Tucumán inmediatamente colocó la Bandera de la Argentina en el balcón del Cabildo de Salta por lo que le cabe la característica de haber sido la primera ciudad en que las autoridades revolucionarias enarbolaron por primera vez la bandera celeste y blanca de manera oficial.
A partir de la derrota patriota en la batalla de Sipe Sipe, la ciudad y sus alrededores se convirtieron en campo de batalla entre los ejércitos patriotas y realistas, episodio conocido como la Guerra Gaucha, donde las montoneras de jinetes comandados por el general Martín Miguel de Güemes defendieron exitosamente el norte argentino mediante una guerra de guerrillas.
Una vez finalizada la guerra de Independencia Argentina, la ciudad quedó económicamente arruinada y se sumergió en un período de decadencia por buena parte del siglo XIX. Solo hacia la década de 1890, con la llegada del ferrocarril y la radicación de inmigrantes españoles, y árabes (sirios y libaneses en particular) la economía local adquirió nuevo vigor.
En las últimas décadas, el desarrollo del sector turístico ha sido una de los motores del crecimiento sostenido de la ciudad.

## Demografía
Según el censo de 2010, Salta contaba con 535 303 habitantes (Indec, 2010), un 15,85 % más que los valores del censo anterior, en tanto que el censo de 2001 determinó que Salta contaba con 462 051 habitantes (Indec, 2001), lo que representó un crecimiento del 25,7 % frente a los 367 550 habitantes (Indec, 1991) del censo anterior.
El área metropolitana, denominada Gran Salta, contaba en 2010 con 539 187 habitantes (Indec, 2010), constituyéndose en ese momento como la 7.ª urbanización de Argentina por magnitud poblacional. Para el año 2025 se estima que la población de la ciudad de Salta es de 680.000habitantes, mientras que para su área metropolitana se estima una población de 750.000 habitantes. 
| Evolución 1869-2010 | Evolución 1869-2010 | Evolución 1869-2010 | Evolución 1869-2010 |
| Año                 | Salta               | Gran Salta          |                     |
| ------------------- | ------------------- | ------------------- | ------------------- |
| 1869                | 11 716              | s/d                 |                     |
| 1895                | 16 672              | s/d                 |                     |
| 1914                | 28 436              | s/d                 |                     |
| 1947                | 67 403              | s/d                 |                     |
| 1960                | 117 400             | s/d                 |                     |
| 1970                | 176 216             | s/d                 |                     |
| 1980                | 260 744             | 261 638             |                     |
| 1991                | 367 550             | 370 904             |                     |
| 2001                | 462 051             | 469 103             |                     |
| 2010                | 535 303             | 554 125             |                     |
| 2022                | 620 000             | 700 000             |                     |

## Arquitectura

### Arquitectura colonial en Salta
A principios de 1580, existían tres ciudades de españoles en el actual noroeste argentino: Santiago de Estero, Tucumán y Nuestra Señora de Talavera. Estas se encontraban ubicadas en las llanuras, lejos de los habitantes hostiles de esas tierras. En 1582 se funda la Ciudad de Lerma en el Valle de Salta, cuyo objetivo era la conquista de los habitantes que se rebelaban contra la corona. Más adelante en el 1770, el objetivo de la ciudad de Salta pasaría a ser más importante, actuando como pasaje obligado al Alto Perú durante el Virreinato.
La traza de la ciudad fue un damero de nueve por cinco manzanas. Este trazado urbano se fijó para proteger la ciudad al norte con el pantano del Tineo, actual Avenida Belgrano y al sur con el río Sauce, actual Avenida San Martín.
Para referirnos a la arquitectura de este periodo, que va desde los primeros años de la ciudad hasta el 1700, nos concentraremos en los edificios icónicos de ese momento, como ser el edificio del Cabildo, a partir del cual se toman ciertos elementos estilísticos que dan a la unidad de conjunto de la arquitectura colonial en Salta.
El principal edificio civil en la ciudad de Salta es, sin dudas, el Cabildo. Tiene la importancia especial de ser el cabildo virreinal argentino que se ha mantenido y conservado en el mejor estado.
La estructura general del edificio es la típica dos pisos de arquería con torre al centro. Detrás del volumen delantero de dos pisos de arcos se abren dos patios rodeados por galerías de arcos. Su expresión arquitectónica se caracteriza por la teja la baldosa cerámica, la madera de algarrobo en ménsulas y vigas.
El estilo, los detalles y los materiales utilizados en el Cabildo, fueron modelo para las construcciones siguientes, como lo fueron la aparición temprana, siglo XVII, de muchas viviendas de calidad, rasgo particular de la Salta virreinal.

### Salta La Linda: el Virreinato
Durante el periodo del Virreinato, comprendido entre 1778 y 1810, la capital de Salta fue un actor primordial como paso obligado entre el puerto de Buenos Aires y el Alto Perú. Era sede militar y centro de provisiones para las campañas. 
Al ser un centro de paso, el caudal de gente que por allí pasaba era grandísimo. Así fue como la ciudad comenzó a conocerse por el resto de las provincias argentinas y por los países limítrofes que comerciaban entre sí. 
En estos tiempos, la arquitectura de la ciudad se mantuvo intacta, con su coherencia estilística y unidad de conjunto, con la repetición de volúmenes, proporciones, el uso de materiales como la teja, la madera y el ladrillo.
Sucedió así por una regulación del gobernador en ese momento que pautaba la preservación de las edificaciones tal y como estaban desde sus primeros años, manteniendo las fachadas y la estampa colonial de la ciudad. Esa regulación, años más tarde, sería llevada al Reglamento Municipal de Construcciones, premiando a quienes cumplían y sancionando a quienes decidían cambiar el aspecto de sus casas.
De este decreto surge el apodo de la ciudad como «La Linda», ya que el haber preservado su aspecto como ciudad unificada bajo un estilo arquitectónico, la volvía distinta, más bella, que las demás provincias de Argentina.

### La idea de lo neocolonial
Hasta el momento se analizó la evolución arquitectónica, hasta el 1800, de esta ciudad, cuyos rasgos fueron preservados casi en su totalidad hasta el día de hoy. Ya hemos hablado de que su estilo primordial es el colonial, pero a partir de mediados siglos XIX y principios del XX, surge un movimiento o nuevo estilo, el neocolonial. 
Como lo indica su nombre, sus rasgos característicos tenían mucho que ver con la arquitectura colonial, por lo que fue confundido y se le adjudicó ese nombre. Pero cabe aclarar, que luego de estudios y de observaciones a obras que correspondían a este periodo, se llegó a la conclusión de que no hubo tal estilo, sino que fue la apropiación de estilos europeos que se tomaron como colonial por la semejanza del uso de elementos y materiales. Dice el presidente de la Comisión de Preservación de Patrimonio Arquitectónico y Urbanístico, Guillermo Matach:"Salta tiene muchos rasgos de la arquitectura de la colonia, pero no es puramente colonial, como mucha gente cree".
Ahora bien, podemos definir a lo que llaman arquitectura neocolonial. El arquitecto Roque Gómez la define como el conjunto de teorías, proyectos y realizaciones que se concretaron en las primeras décadas del siglo XX, tomando como modelos, en principio, las obras producidas durante la dominación española en América y en la propia España.
En función de esto, indica que más que como un estilo es necesario definirlo como un movimiento historicista, con un sustento ideológico, producto de la visión de un determinado momento y también de elementos dictados por la moda. Frente a ello, se afirma el carácter necesariamente ecléctico de este movimiento que parte del intento de recuperación del hispanismo. Así se puede considerar a esta arquitectura como una mera copia del pasado.
En la ciudad de Salta fue eso exactamente lo que sucedió y así se construyeron edificios de gran porte y valor como La Basílica de San Francisco en 1880, ya perteneciente también al movimiento neo renacentista.

### Racionalismo
A partir del siglo XX, se introduce un nuevo movimiento arquitectónico en gran parte de América, denominado racionalismo, cuyos principios básicos fueron: la predilección por las formas geométricas simples, con criterios ortogonales, empleo del color y del detalle constructivo en lugar de la decoración sobrepuesta, concepción dinámica del espacio arquitectónico, uso de materiales como el acero, el hormigón o el vidrio.

## Artistas reconocidos de Salta

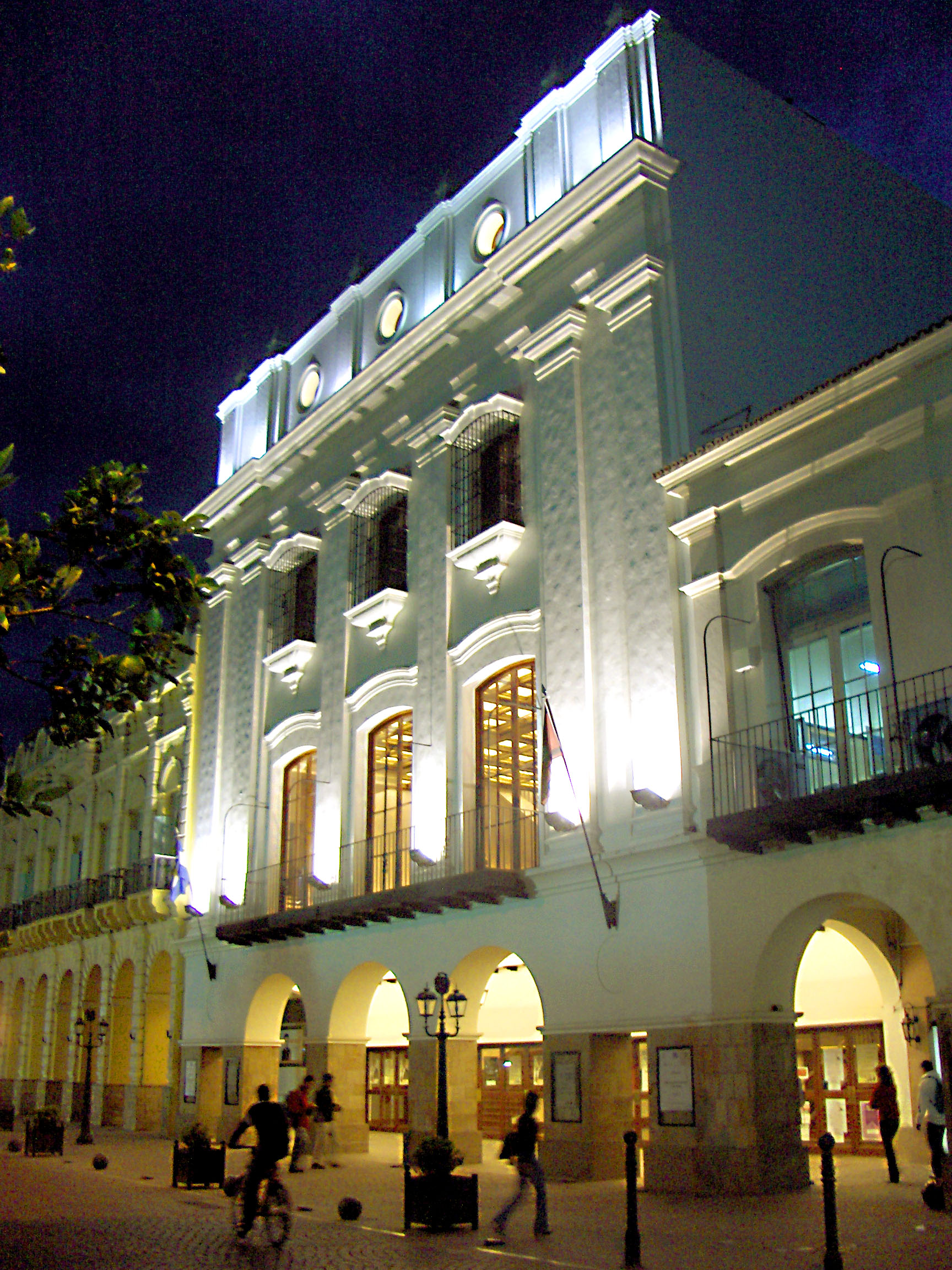
Teatro de Salta

Existen numerosas instituciones que cultivan: las letras, la pintura, la escultura, la danza, la música y otras expresiones artísticas.
A mediados del siglo XX había en Salta un interesante movimiento literario cuyos más famosos exponentes fueron Vicente Solá y los poetas: Juan Carlos Dávalos, Manuel J. Castilla, Carlos Hugo Aparicio, José Ríos y Walter Adet. En el área de la música se puede citar a: Jaime Dávalos, Eduardo Falú, Gustavo "Cuchi" Leguizamón, Dúo Salteño, Los Chalchaleros, Los Fronterizos, Los Cantores del Alba, Hernán Figueroa Reyes, Dino Saluzzi, Ricky Maravilla, Julia Elena Dávalos, Los Nocheros y Canto 4, como algunos de los exponentes de la música local. Un grupo de artistas y escritores dan recitales poéticos callejeros, organizados por el movimiento Joaquina Cultural, en la Avenida San Martín al 1200, una zona típicamente bohemia. Los poetas Lucio Walter Erazú y Aníbal Aguirre son el motor principal de este grupo, entre otros autores salteños. En esta zona también se encuentra el mítico Boliche Balderrama y el paseo de los Poetas, obra realizada sobre el canal de la calle Esteco. Por otra parte, en el ámbito de la música clásica, destacó a lo largo de décadas la figura del profesor de piano Alberto Prevot, que formó a generaciones de pianistas en la ciudad.
La Orquesta Sinfónica de Salta, el Ballet de la Provincia y el Ballet Folclórico, son agrupaciones oficiales de la Provincia. El Centro Cultural América y el Museo de Arte Contemporáneo (MAC), ambos frente a la plaza principal de la ciudad, ofrecen un variado calendario de exposiciones de artistas plásticos y otros eventos a lo largo del año.
Existen numerosos grupos de teatro y títeres en la Ciudad de Salta, a continuación algunos de ellos: Teatro de Títeres Leomar, Stress, Teatro Comunitario Alas, La Sardinera del Norte, Sensaciones, Manicomedia, Peso Neto Teatro, El Cofre, La Banda de los Notables Cuchufletos, El Ucumar, La Patota Teatral, Las Tablas, El Eje Teatro, Espacio Inverso, Arpi, Majarete, Bajofondo, Identikit, Espacio, La Suripanta, El GIT, NN Desaparecidos, El Umbral, El Altillo, La Faranda, Los Títeres de Gabriel Castilla, Títeres de Guiñol y Boca, La Tiendita Mágica, La Luna Mimosa, A punto de ser pez.

Existen tres generaciones definidas en este campo artístico, la primera integrada por actores como: Rafael Monti, Mari Gerbino, Ana María Parodi, Eduardo Siuffi, José Antonio Lázzari, Elsa Mamaní, Cecilia Sutti, Alma Canobio, Nena Córdoba entre muchos otros; la segunda integrada por Antonio Muñoz, Danny Veleizan, Claudia Mendia, Cristina Idiarte, Carol Betrán, Pablo Aguierre, Pablo Dragone, Luciana Rajal, Graciela Cruz, Cristian Villareal entre muchos otros; y finalmente la de los jóvenes, integrada por: Pía Carballo, Marité Cervera, Rocío Paredes, Manuela de la Cruz, Nicolás Obregón, Bernabé Bustos, Mariano Madrazo, Esteban Trejo, Carolina Córdoba entre muchos otros. 

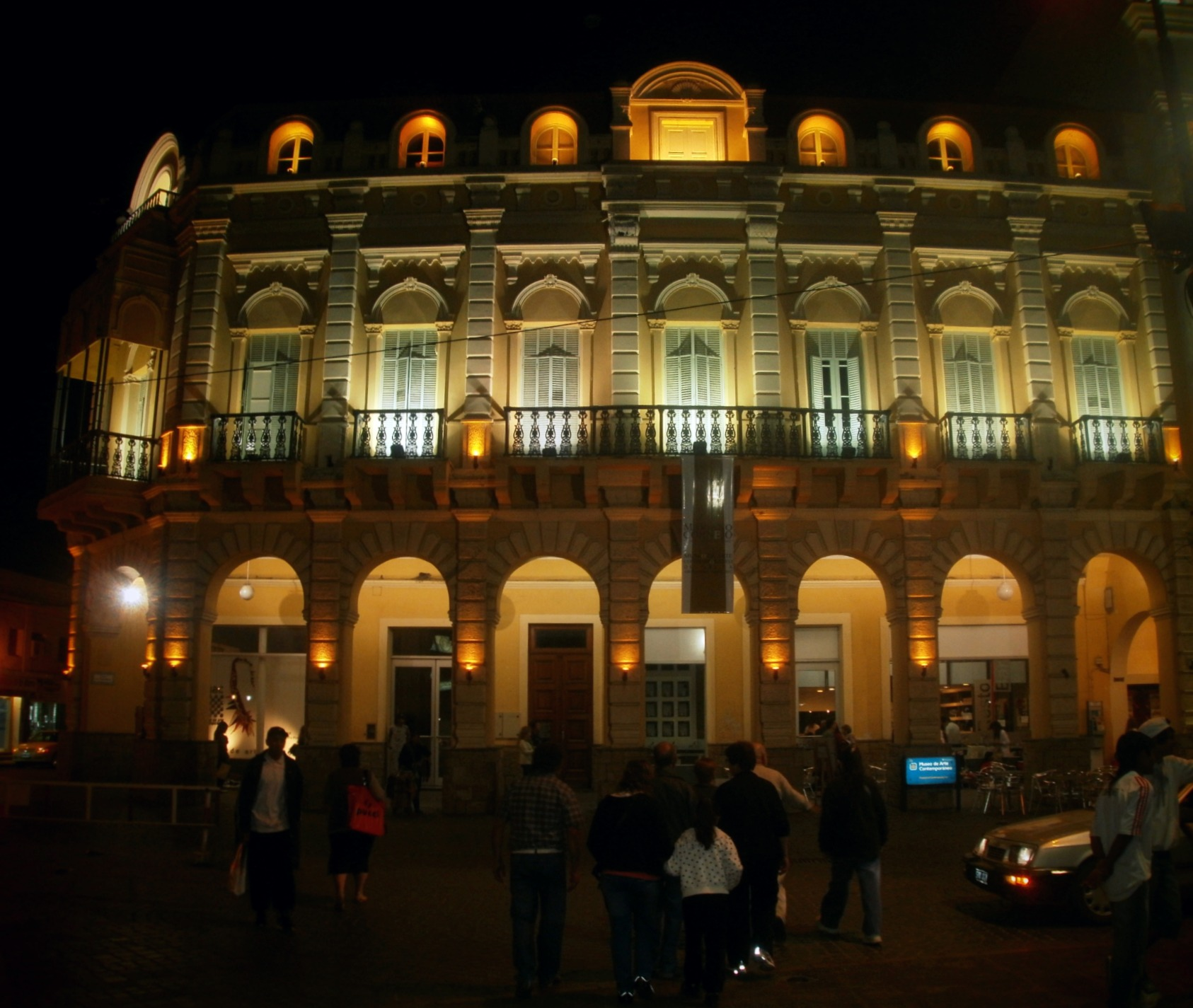
Museo de Arte Contemporáneo (MAC)

En el campo del arte cinematográfico se debe destacar la nueva camada de directores jóvenes, entre ellos Lucrecia Martel directora de "La ciénaga" (2001) y "La niña santa" (2003) y "Zama" (2017), entre otras y Rodrigo Moscoso, director de "Leo 16" (1997) y "Modelo 73" (2001).
También cuenta con espacios de arte independiente, como Fedro, Galería de Arte, coordinado por los artistas plásticos María Laura Bucciantti y Roly Arias; Mamoré, Galería de Arte, dirigida por Juan Blanco. La Ventolera es un espacio donde se realizan espectáculos de teatro, títeres, exposiciones, música en vivo y talleres, llevan adelante el proyecto Andrea García, Marianela Torino, Carmen Ruíz de los Llanos, Daniela Ulm, Ana Azurmendi, Juan de la Cruz, Cecilia Toconás y Silvia Martínez. La Guarda, en tanto, se dedica a las artes visuales, conducido por Ana María Benedetti y Roxana Ramos. 
Desde el principio del siglo XXI se produce un renuevo de las artes plásticas en la Ciudad de Salta y se destacan varios artistas plásticos como Roly Arias, María Laura Buccianti, Alfredo Muñoz, "Yayo" Pellegrini, Soledad Dahbar, Ana María Benedetti, Julien Guinet entre otros.
Todos los años, en ocasión del aniversario de fundación de la ciudad, se organiza el abril Cultural salteño, con exposiciones de arte, conciertos, veladas literarias y otros eventos de primer nivel.

## Universidades
En la ciudad de Salta existen dos importantes centros de enseñanza universitaria: la Universidad Nacional de Salta, y la Universidad Católica de Salta.

## Centros de convenciones
Salta cuenta con 2 centros de convenciones: El Centro de convenciones del centro cívico Grand Bourg y el Centro de convenciones de Salta, que posee un salón principal que puede subdividirse en salones de menor tamaño gracias a placas divisorias especialmente diseñadas para tal fin; cuenta además con otras 6 salas de usos múltiples y un predio ferial de 200 hectáreas.

## Religiones

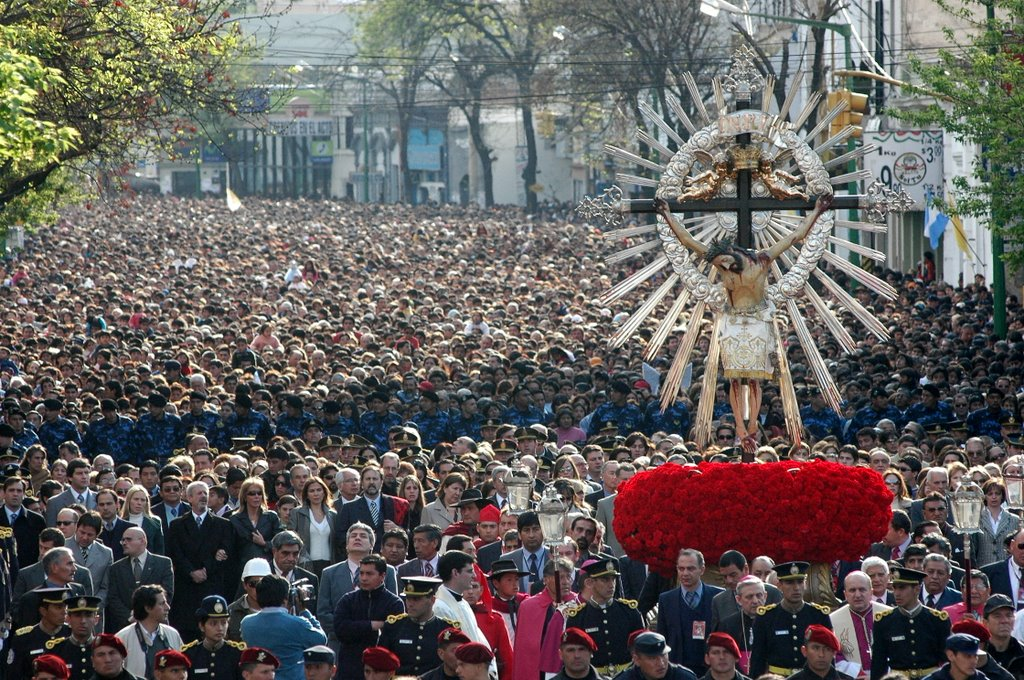
Procesión del Milagro en la provincia de Salta; la misma congrega anualmente más de 850 000 personas.

### Catolicismo y libertad de culto
Al igual de lo que sucede en toda la República Argentina, por el art. 2 de la Constitución de la Nación Argentina el estado reconoce un carácter preeminente a la Iglesia católica que cuenta con un estatus jurídico diferenciado respecto al del resto de iglesias y confesiones y, a su vez, por el art. 14, la libertad de culto de todo habitante está garantizada.

### Principales manifestaciones
Salta, basándose en la encuesta proporcionada por el CONICET respecto a la situación religiosa de acuerdo a las diferentes regiones argentinas en 2008, al ser parte del Noroeste argentino se destaca porque es la región donde más se profesa la religión católica de la Argentina con un 92% favorable y la menos atea con un 2%. 
Muchísimo más atrás, en segundo lugar se ubica el evangelismo con casi el 4%, región donde tiene menos peso.
La mayor parte de los salteños capitalinos se declaran profesantes de la religión católica. El arzobispo de Salta, actualmente es monseñor Mario Antonio Cargnello, titular de la Arquidiócesis de Salta.
Entre las fechas religiosas más importantes de Salta, además de las nacionales, están las fiestas de sus patronos El Señor y la Virgen del Milagro, festividad que se celebra el 13 y 15 de septiembre.
Siendo un importante aglomerado urbano del país, también cuenta con la presencia de otras comunidades religiosas como las iglesias evangélicas, la ortodoxa y las comunidades judía e islámica, entre otras.
La comunidad judía cuenta con su propia kehilá, la Asociación Alianza Israelita Salta, así también con su sinagoga, escuela hebrea y cementerio judío.

## Turismo

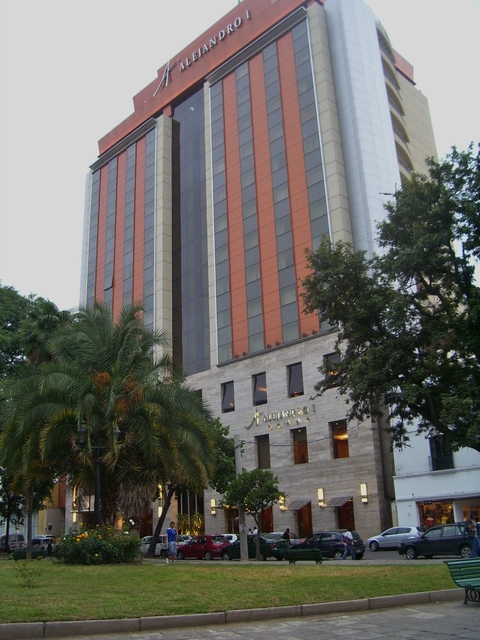
El Hotel Alejandro I es el edificio más alto de la ciudad.

El patrimonio histórico y monumental y los diversos espacios escénicos y culturales convierten a Salta en una ciudad receptora de turismo nacional e internacional.
El Aeropuerto Internacional Martín Miguel de Güemes es el principal punto de llegada de turistas extranjeros y nacionales a la provincia. Su segundo, a través de la Terminal de ómnibus de la Ciudad de Salta.
El alojamiento se realiza principalmente en la capital provincial desde donde pueden adquirirse con mucha facilidad diferentes tours (que se realizan en el día) a cualquier punto de la provincia, inclusive a la Quebrada de Humahuaca o Purmamarca (Provincia de Jujuy) y a la Ciudad de San Salvador de Jujuy (capital provincial).
Entre los hospedajes de la capital salteña se destacan por su categoría el Sheraton Salta Hotel, el Hotel Alejandro I (edificio más alto de la ciudad, con 70 m) y el clásico Hotel Salta, impulsado por la Secretaría de Turismo de la Nación e inaugurado en 1941 para fomentar el turismo en la región.

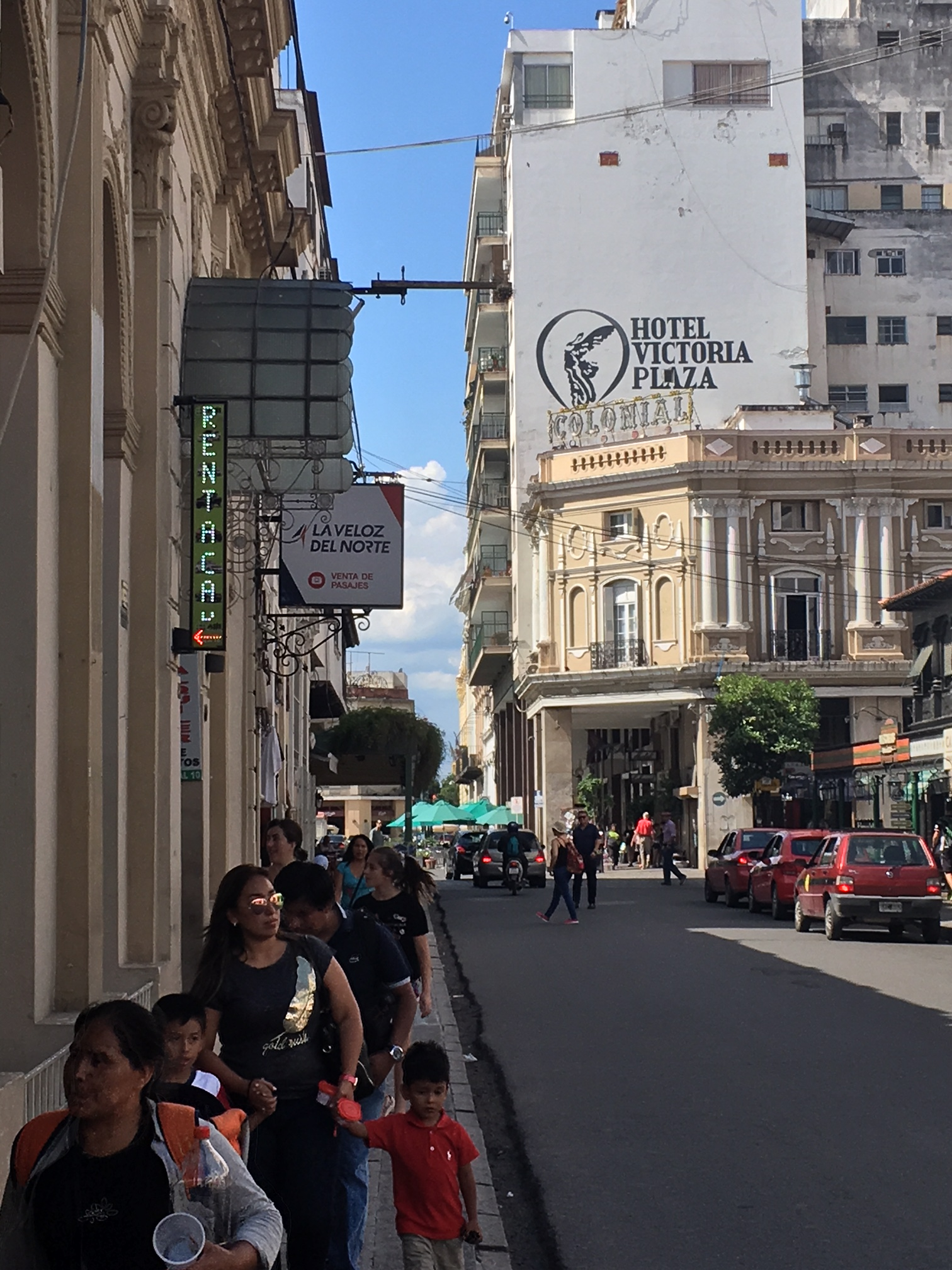
Calle céntrica

La Oficina de Informes del Ministerio de Turismo de la Provincia se ubica en la calle Buenos Aires N.º 93 (a 90 m de la plaza central); en el aeropuerto y terminal de ómnibus.
La mejor manera de recorrer los hermosos paisajes de Salta es hacerlo en auto. Si no es auto propio se puede alquilar uno, existiendo en esta provincia varias empresas que ofrecen este tipo de servicio.

### Sitios turísticos
(las distancias tienen como punto de referencia la plaza central: plaza 9 de julio)

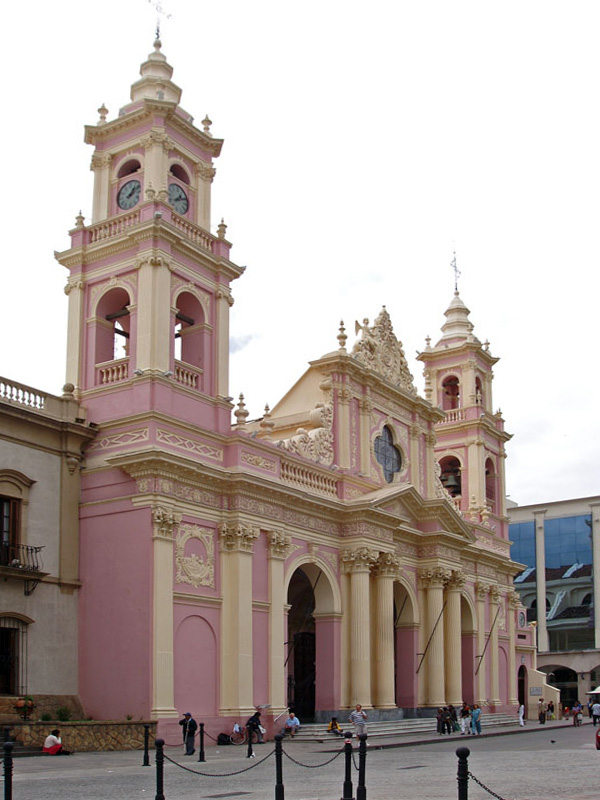
Catedral Basílica de Salta (Santuario del Señor y Virgen del Milagro).

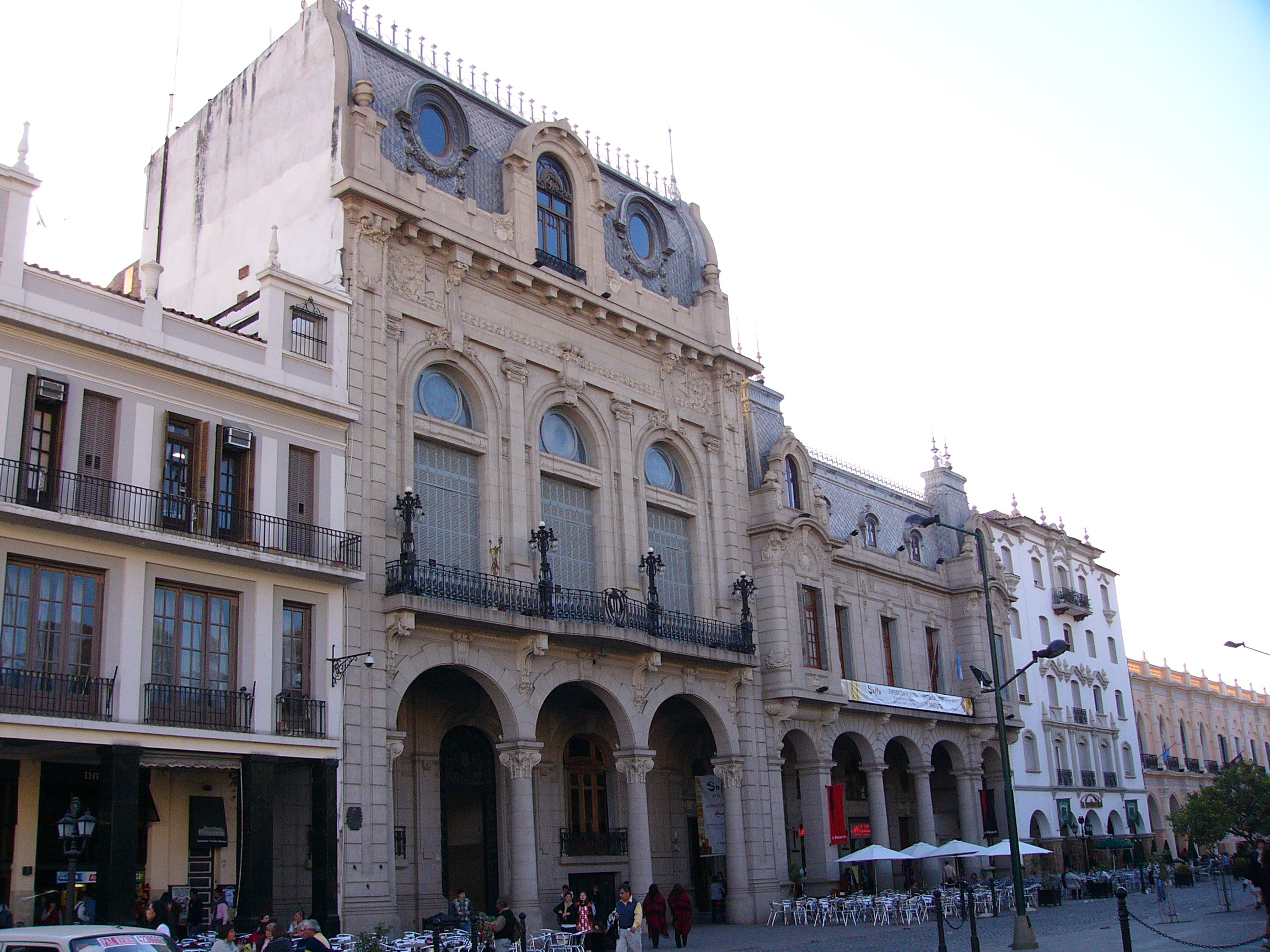
El Edificio del Centro Cultural América se destaca frente a la Plaza 9 de Julio por su estilo francés.

- Museo de Arqueología de Alta Montaña -MAAM-: frente a plaza central; contiene las Momias de Llullaillaco, tres niños congelados de hace 500 años en perfecto estado de conservación que fueron dejados como ofrenda incaica en la cima del volcán Llullaillaco (6.739 m s. n. m.).
- Museo Güemes: cuenta la historia del héroe salteño.
- Cerro San Bernardo: punto panorámico, al que se accede a su cima por Teleférico, ruta asfaltada o escalinatas. Puede visitarse también de noche para ver la ciudad iluminada.
- Catedral Basílica de Salta y Museo Catedralicio: Monumento Histórico Nacional, frente a la plaza central.
- Cabildo (Actual Museo Histórico del Norte): Monumento Histórico Nacional, frente a la plaza central.
- Monumento a la Batalla de Salta: Monumento Histórico Nacional.
- Monumento a Güemes: paseo Güemes, al pie del cerro San Bernardo; inicio de escalinatas para la subida al cerro, Monumento Histórico Nacional.
- Museo de Antropología Dr. Juan Leguizamón: detrás del monumento a Güemes.
- Basílica de San Francisco: Monumento Histórico Nacional.
- Convento San Bernardo.
- Zona "La Balcarce" (800 m): de noche funciona como zona de peñas, restaurantes, boliches y pubs. Sábados, domingos y feriados por la mañana como zona de exposición de artesanías.
- Cerro de la Virgen en barrio Tres Cerritos: los fieles se reúnen a orar los días sábados a mediodía (se sube solo por la mañana). Otros días en cualquier horario.
- Museo de Bellas Artes: es una casona de estilo francés que posee una colección permanente formada por el aporte de artistas locales y extranjeros. Exposiciones temporarias y permanente: producción artística local, nacional e internacional.
- Mercado artesanal.
- Museo de Arte Contemporáneo.
- Museo provincial de bellas artes.
- Centros comerciales: Alto NOA shopping, al pie de Cerro San Bernardo; Portal Salta Shopping, próximo al Parque 20 de Febrero (Batalla de Salta); paseo Salta Shopping, cerca del Centro de Convenciones.
- Orquesta Sinfónica de Salta y Ballet: entradas en Casa de la Cultura, Caseros 460.
- Tren a las nubes.

### Eventos de interés turístico
- Fiesta del milagro
- Peregrinación al Señor de Sumalao, en La Merced
- Fiesta Nacional de la Chicha, en La Caldera
- Fiesta Nacional del Tamal, en Chicoana
- Fiesta Nacional del Vino Torrontés, en Cafayate
- Serenata a Cafayate, en la ciudad de ese nombre
- Paso a la inmortalidad del General Martín Miguel de Güemes: homenaje al héroe gaucho con: cabalgatas, custodias, desfiles, guitarreadas y serenatas.

Para otros eventos con costumbres y tradiciones salteñas debe consultarse el calendario de actividades del Ministerio de Turismo de la Provincia a través de su sitio web oficial.

## Gobierno
El Poder Ejecutivo municipal es ejercido por la Municipalidad de la Ciudad de Salta, cuya cabeza es el intendente capitalino, que se elige por votación mayoritaria. Por su parte, el Concejo Deliberante tiene a su cargo el Poder Legislativo. Al mismo lo conforman 21 concejales que se renuevan por votación cada dos años.

## Transporte

### Automotor
Salta está unida al resto del país por las rutas nacionales 9 y 34, en dirección a las provincias pampeanas y Buenos Aires, la 16, en dirección al Chaco y la 51, que va hacia la cordillera de los Andes y se conecta, en territorio chileno, con la ruta 23, en dirección a Antofagasta, en la costa del Pacífico.
En la Terminal de Ómnibus de la ciudad de Salta operan unas 20 empresas, con servicios diarios o semanales que unen a Salta con casi todas las provincias de la Argentina excepto Tierra del Fuego, como así también con ciudades de: Bolivia, Paraguay, el sur de Brasil y el norte de Chile. El edificio comenzó a construirse en 1999, se paralizó durante un par de años y su primera etapa se inauguró en 2005. En enero de 2012 la Terminal sufrió el derrumbe de la plataforma por la que ingresan los colectivos, con varios heridos como resultado. Debido a la tragedia, se pudo saber que las columnas de la obra habían sido apoyadas sobre un viejo canal de desagüe. En febrero de 2013 fue inaugurada la reconstrucción de la estación, que cambió de concesionario.

### Ferroviario
Salta es terminal del Ferrocarril General Belgrano, que por el sur llega desde Buenos Aires por el Ramal C en Tucumán y al este se extiende hasta el puerto de Barranqueras, en Resistencia por el Ramal C y luego el RamalC12. Por el norte, el ferrocarril enlaza con el RamalC18 hasta La Paz (Bolivia) y por el oeste, enlaza con el RamalC14 a Antofagasta, Chile, en la costa del Pacífico.
La mayoría de estas líneas dejaron de prestar servicios ferroviarios de pasajeros tras la Privatización ferroviaria en Argentina de 1991, realizada por Carlos Menem, pero continuando por unos años más de forma activa los trenes de carga, conservándose activa únicamente la línea a Buenos Aires y el Ramal C14  con pocos trenes de cargas por el Paso Socompa (Salta) y con fines turísticos hasta el Viaducto de la Polvorilla con el famoso Tren a las Nubes. En diciembre de 2007 se reactivó la línea a Barranqueras con uno o dos trenes semanales, cuando en los 80' eran más de 40 y el gobierno provincial realiza intensas gestiones para reactivar la línea a Buenos Aires con trenes de pasajeros que, esta bastante deteriorada. 
Desde el mes de julio de 2012 hay un servicio frecuente desde la Estación Central Salta hasta la Estación de Gral. Martín Miguel de Guemes, utilizando dos duplas ferroviarias "Apolo" adquiridas a España por el gobierno argentino con 4 frecuencias diarias, dos ascendentes y otras dos descendentes. En junio de 2015 se anunció la construcción de dos triplas para aumentar dicho servicio encargadas a la ferroviaria cordobesa Materfer.

### Aéreo
El Aeropuerto Internacional de Salta es el aeropuerto de mayor tráfico del Noroeste Argentino y el cuarto en el interior del país después de los de Córdoba, Mendoza y Bariloche. Cuenta con servicios regulares desde y hacia Buenos Aires (Aeroparque, Ezeiza, El Palomar (EPA)), Córdoba, Rosario, Jujuy, Mendoza, Bariloche e Iguazú. Cuenta con frecuencias regulares internacionales a Santa Cruz de la Sierra (Bolivia), Panamá, Lima (Perú) y Asunción del Paraguay. Este abanico de ofertas se incrementa a través de vuelos chárters internacionales en temporadas de alta demanda a: Floreanópolis, Maceio, Brasil, Puerto Seguro, San Salvador de Bahía, Iquique y Punta del Este. El aeropuerto de Salta se encuentra en estos momentos en funcionamiento las 24 horas. Durante el 2019, la aerolínea de bajo costo Flybondi suma a su frecuencia diaria a El Palomar, frecuencias regulares low cost desde y hacia Córdoba y Rosario (Santa Fe). En ese mismo año, la flamante Norwegian Argentina anuncia una frecuencia diaria de bajo costo con destino Aeroparque, servicio que presta con su cuarto Boeing 737-800.

### Urbano
El sistema de transporte urbano e interurbano en la ciudad y el su área metropolitana está concesionado a la empresa provincial SAETA. Sus unidades cuentan con seguimiento por GPS y equipamiento moderno. Además, Salta cuenta con un gran servicio de taxis y gran cantidad de remises.
La flota de más 600 ómnibus, a pesar de ser una de las más modernas de Argentina, circula en partes de sus recorridos en estrechas calles. Las unidades del sistema de transporte público de la ciudad circulan principalmente, desde el este a oeste por avenida San Martín, por el este y el oeste por avenida Entre Ríos, desde el norte y el sur por avenidas Bicentenario de la Batalla de Salta, Hipólito Yrigoyen y Monseñor Tavella y desde el sur hacia el norte por avenidas Sarmiento, Jujuy y Paraguay.
El tráfico de la ciudad puede ser complicado debido al enorme caudal de autos particulares, la presencia de numerosos taxis y remises y el mal estado de algunas arterias, produciéndose tráfico lento durante horas pico.

## Barrios

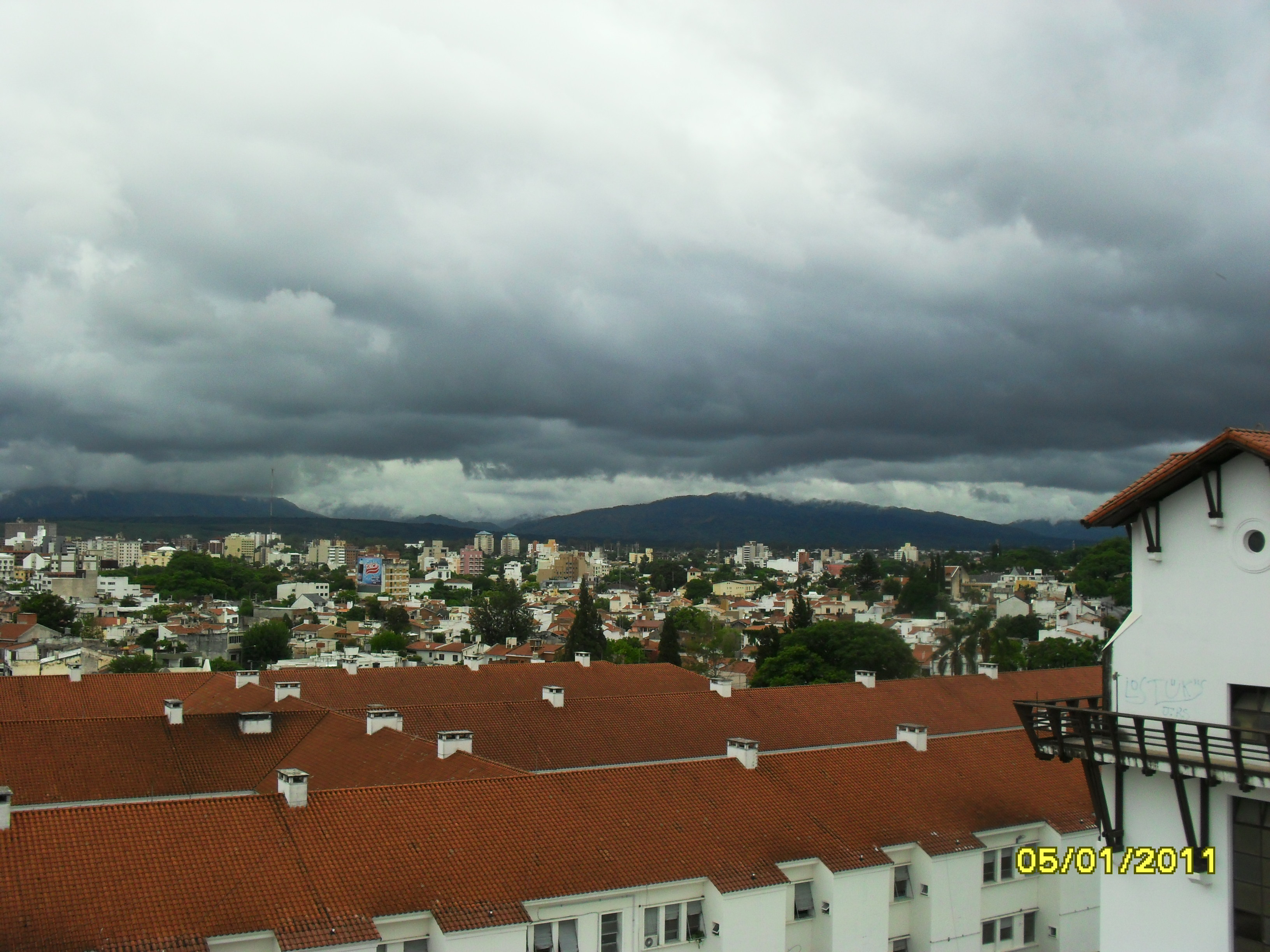
Vista de un sector de la ciudad desde el teleférico del Cerro San Bernardo.

La ciudad se divide en numerosos barrios:
Centro
Es el centro histórico, financiero y comercial de la ciudad. Lugar donde se originó la ciudad en el año 1582, es allí también donde se encuentran los edificios más antiguos como: el Cabildo, la Catedral, la Basílica Menor de San Francisco, el Convento de San Bernardo (Salta), entre muchos otros. Su forma casi perfecta de damero se ve alterada tan solo por la sinuosa Avenida Belgrano, trazada así pues por allí corría antiguamente el curso de un río. Las calles peatonales Alberdi, Florida y Caseros son esencialmente comerciales. La calle Balcarce ubicada entre la Estación Central del Ferrocarril y la Avenida Entre Ríos es, actualmente, el centro de la vida nocturna. También en esta zona de la ciudad se encuentra el estadio del Club de Gimnasia y Tiro.
Norte
Tres Cerritos, ubicado al noreste, llamado así por tres montículos naturales de tierra, de los cuales tan solo queda uno en Chachapoyas; Parque General Belgrano; El Huaico; Universitario, ubicado alrededor de la Universidad Nacional de Salta; Castañares y Ciudad del Milagro. 
Sur
Villa San Antonio, conocido por su club de fútbol homónimo; Villa Cristina, célebre por sus comparsas y murgas de carnaval; Barrio Municipal, visitada por su ex matadero, actual centro municipal cultural; Villa Maria Esther; Barrio Casino, donde se encuentra el Balneario Municipal; el conjunto de barrios Miguel Ernesto Aráoz, El Tribuno, Intersindical, Limache, Santa Ana, surgidos al sur del Río Arenales, modernos y bien desarrollados; San Carlos, Bancario barrio recientemente creado donde antiguamente se ubicaban los terrenos de una fábrica de bórax, Juan Pablo 2, etc.
Este
El Portezuelo, con su espectacular entrada arbolada a la ciudad, tras ascender por una rampa natural; allí comienza también el camino de ascenso al Cerro San Bernardo. Aquí también se localiza el mítico Monumento a Güemes, la Cruz del Congreso Eucarístico y el Club 20 de Febrero. 
Oeste
Plaza Alvarado, San Cayetano, Grand Bourg, La Almudena y El Tipal Country Club. En Grand Bourg funciona desde 1987 el Gobierno de la Provincia, que trasladó sus oficinas al lugar para descongestionar el centro salteño.

## Medios de comunicación
Salta posee grandes variedades de revistas y periódicos provinciales de diferentes ámbitos, y diferentes programas y canales de televisión.

### Prensa escrita
En la ciudad de Salta, diariamente se edita el matutino El Tribuno. También el Nuevo Diario, un matutino independiente y Diario Punto Uno. Hay varias revistas mensuales, como Jaque, Revista Tradición, Revista Raíces (del Club 20 de Febrero) y ABC revista, así como un número considerable de sitios de noticias en línea como: El Intransigente, LaHoradeSalta.com.ar, Primero Salta y Salta al Día.

### Televisión
Los canales de televisión abierta son Canal 3 "El aire de Salta", Canal 7 y Canal 9. Cablexpress y Salta Cable Color prestan servicios de televisión por cable. Hay canales de Televisión analógica que transmiten desde la Capital Federal son LW 82 TV Canal 11 (elonce TV) que pertenece a Grupo Televisión Litoral y está afiliada a la gran parte de la programación de LS 84 TV Canal 11 (Telefe).
- Canal 2 (Salta)
- Canal 3 (Salta)
- Canal 4 (Cable Express)
- Canal 6 (Salta)
- Canal 7 (Salta)
- Canal 8 (Salta)
- Canal 9 (Multivisión Federal)
- Canal 10 (Salta)
- Canal 11 (elonceTV Salta)
- Canal 14 (Salta)
- Televida
- Canal 16 (Salta)
- Canal 17 (Milenium)
- Canal 18 (Salta)
- Canal 20 (Salta)
- Canal 31 (Salta)
- Salta TV
- Somos Salta (Cablevisión)

### Radios AM/FM
- Radio Continental Salta (FM 103.5 MHz)
- Radio Rivadavia Salta (FM 90.5 MHz)
- Radio AM 750 Salta (FM 92.7 MHz)
- Radio Mitre Salta (FM 93.3 MHz)
- Cadena 3 Salta/Activa FM (FM 104.1 MHz)
- Cadena Máxima (FM 105.1 MHz)
- Cacharpaya (FM 107.1 MHz)
- Radio La Red Salta (FM 98.3 MHz)
- Pop Radio Salta (FM 106.9 MHz)
- CNN Radio Salta (FM 94.7 MHz)
- Urbana Play Salta (FM 106.7 MHz)
- Radio 10 Salta (FM 101.5 MHz)
- Del Plata Salta (FM 89.7 MHz)
- Cumbiambera (FM 88.9 MHz)
- Radio Salta (AM 840 kHz)
- Popular FM (FM 107.1 MHz)
- Latina (FM 92.5 MHz)
- Cielo (FM 92.1 MHz)
- Aries (FM 91.1 MHz)
- Radio Nacional Salta (AM 690 kHz)
- Los 40 Salta (FM 90.7 MHz)
- Red Aleluya Salta/Level Rock (FM 100.5 MHz)
- Radio Vos (FM 90.1 MHz)
- Omega (FM 97.1 MHz)
- Cadena Global (FM 100.3 MHz)
- Urbana (FM 89.1 MHz)
- Frecuencia (FM 94.1 MHz)
- New (FM 100.1 MHz)
- Natura (FM 99.3 MHz)
- Norte (FM 97.5 MHz)
- SLT (FM 106.1 MHz)
- Nueva Era (FM 102.1 MHz)
- Cabecera Norte (FM 88.3 MHz)
- Altantida (FM 93.5 MHz)
- Nuevo Diario (FM 91.3 MHz)
- Ucasal (FM 99.1 MHz)
- Voces (FM 99.7 MHz)
- Profesional (FM 89.9 MHz)
- Impacto (FM 98.5 MHz)
- Inclusión/One (FM 103.7 MHz)
- Sophia (FM 99.5 MHz)
- La 99 (FM 99.9 MHz)
- La Estación (FM 107.9 MHz)
- Fm Grafiti (FM 89.5 MHz)

## Clima
El valle de Lerma, donde se encuentra la ciudad, goza de clima Templado con invierno seco y verano suave (Cwb en clasificación climática de Köppen), con gran pluviosidad entre diciembre y febrero (promedio anual de 754,7 mm). A pesar de la creación de embalses masivos en la región donde se ha notado un importante aumento en la humedad del aire, no existe el más mínimo atisbo de aumento de las temperaturas; al contrario, las máximas temperaturas de la región son de las décadas de 1900 a 1940[cita requerida]. Entre el 16 y el 18 de julio de 2010, tuvo lugar la mayor nevada ocurrida en la historia de Salta desde 1582, con temperaturas mínimas de hasta -7 °C y máximas que no superaban los 0 °C.
| Parámetros climáticos promedio de Salta Aeropuerto (1991–2020) | Parámetros climáticos promedio de Salta Aeropuerto (1991–2020) | Parámetros climáticos promedio de Salta Aeropuerto (1991–2020) | Parámetros climáticos promedio de Salta Aeropuerto (1991–2020) | Parámetros climáticos promedio de Salta Aeropuerto (1991–2020) | Parámetros climáticos promedio de Salta Aeropuerto (1991–2020) | Parámetros climáticos promedio de Salta Aeropuerto (1991–2020) | Parámetros climáticos promedio de Salta Aeropuerto (1991–2020) | Parámetros climáticos promedio de Salta Aeropuerto (1991–2020) | Parámetros climáticos promedio de Salta Aeropuerto (1991–2020) | Parámetros climáticos promedio de Salta Aeropuerto (1991–2020) | Parámetros climáticos promedio de Salta Aeropuerto (1991–2020) | Parámetros climáticos promedio de Salta Aeropuerto (1991–2020) | Parámetros climáticos promedio de Salta Aeropuerto (1991–2020) |
| Mes                                                            | Ene.                                                           | Feb.                                                           | Mar.                                                           | Abr.                                                           | May.                                                           | Jun.                                                           | Jul.                                                           | Ago.                                                           | Sep.                                                           | Oct.                                                           | Nov.                                                           | Dic.                                                           | Anual                                                          |
| -------------------------------------------------------------- | -------------------------------------------------------------- | -------------------------------------------------------------- | -------------------------------------------------------------- | -------------------------------------------------------------- | -------------------------------------------------------------- | -------------------------------------------------------------- | -------------------------------------------------------------- | -------------------------------------------------------------- | -------------------------------------------------------------- | -------------------------------------------------------------- | -------------------------------------------------------------- | -------------------------------------------------------------- | -------------------------------------------------------------- |
| Temp. máx. abs. (°C)                                           | 35.6                                                           | 35.1                                                           | 33.4                                                           | 33.0                                                           | 31.6                                                           | 34.6                                                           | 35.0                                                           | 37.8                                                           | 37.8                                                           | 39.3                                                           | 39.9                                                           | 39.6                                                           | 39.9                                                           |
| Temp. máx. media (°C)                                          | 27.7                                                           | 26.5                                                           | 25.1                                                           | 22.9                                                           | 20.3                                                           | 19.8                                                           | 19.9                                                           | 22.7                                                           | 24.7                                                           | 26.9                                                           | 27.6                                                           | 28.4                                                           | 24.4                                                           |
| Temp. media (°C)                                               | 21.5                                                           | 20.6                                                           | 19.4                                                           | 16.8                                                           | 13.3                                                           | 10.9                                                           | 10.1                                                           | 12.8                                                           | 15.8                                                           | 19.3                                                           | 20.6                                                           | 21.7                                                           | 16.9                                                           |
| Temp. mín. media (°C)                                          | 16.8                                                           | 16.1                                                           | 15.2                                                           | 12.2                                                           | 8.1                                                            | 4.5                                                            | 2.9                                                            | 4.8                                                            | 7.7                                                            | 12.1                                                           | 14.2                                                           | 16.0                                                           | 10.9                                                           |
| Temp. mín. abs. (°C)                                           | 10.0                                                           | 4.8                                                            | 6.9                                                            | 0.2                                                            | -3.3                                                           | -6.8                                                           | -8.0                                                           | -5.8                                                           | -4.5                                                           | -1.3                                                           | 2.6                                                            | 6.5                                                            | -8.0                                                           |
| Precipitación total (mm)                                       | 197.1                                                          | 147.3                                                          | 107.3                                                          | 42.1                                                           | 9.7                                                            | 2.5                                                            | 2.7                                                            | 2.3                                                            | 5.7                                                            | 23.9                                                           | 59.3                                                           | 138.4                                                          | 738.3                                                          |
| Días de precipitaciones (≥ 0.1 mm)                             | 15.4                                                           | 14.4                                                           | 13.7                                                           | 7.0                                                            | 3.8                                                            | 1.7                                                            | 1.7                                                            | 1.5                                                            | 2.1                                                            | 5.3                                                            | 9.0                                                            | 13.0                                                           | 88.6                                                           |
| Horas de sol                                                   | 164.3                                                          | 134.4                                                          | 105.4                                                          | 117.0                                                          | 136.4                                                          | 120.0                                                          | 173.6                                                          | 195.3                                                          | 162.0                                                          | 182.9                                                          | 171.0                                                          | 164.3                                                          | 1826.6                                                         |
| Humedad relativa (%)                                           | 77.2                                                           | 80.6                                                           | 82.9                                                           | 82.3                                                           | 80.5                                                           | 75.6                                                           | 69.3                                                           | 60.4                                                           | 55.8                                                           | 60.6                                                           | 66.1                                                           | 71.5                                                           | 71.9                                                           |
| Fuente: Servicio Meteorológico Nacional                        |                                                                |                                                                |                                                                |                                                                |                                                                |                                                                |                                                                |                                                                |                                                                |                                                                |                                                                |                                                                |                                                                |

## Deportes
En Salta, al igual que en el resto del país, el fútbol es el deporte más popular. Los clubes más importantes son Gimnasia y Tiro, Central Norte y Juventud Antoniana. El ente que rige este deporte en la ciudad es la Liga Salteña de Fútbol.
La selección de la Unión de Rugby de Salta, es una de las más fuertes del país y entre sus equipos más representativos están, Universitario y Jockey Club.
El equipo de Salta Basket, fue fundado en 2014, en 2017 participó en Liga Nacional y en 2018 descendió. Actualmente disputa la segunda división nacional.

## Estadios y anfiteatros
Salta cuenta con 5 estadios y 1 anfiteatro a cielo abierto:
El Estadio Padre Ernesto Martearena fue construido para ser una de las sedes de la Copa Mundial de Fútbol Juvenil del año 2001. Tiene una capacidad para 20.408 personas y es una de las sedes de los torneos de verano. En 2011, fue también designado como una de las sedes de la Copa América.
El estadio El Gigante del Norte, perteneciente al Club de Gimnasia y Tiro, cuenta con una capacidad de 23.500 personas. Las Tribunas de la Bandeja y ex Virrey Toledo fueron reinauguradas el 20 de abril de 1994 y contó con la presencia de la selección de fútbol de Argentina que se encontraba en etapa de preparación para la Copa Mundial de Fútbol de 1994, en un partido histórico contra la selección de fútbol de Marruecos.
El Estadio Delmi, conocido también como Polideportivo Ciudad de Salta, es un estadio cerrado administrado por el gobierno provincial, inaugurado en 1986. Con capacidad para 10 000 personas sentadas, se encuentra ubicado en Av. Ibazeta esq. O'Higgins. A su lado, cuenta además con un Microestadio cerrado, con capacidad para 5000 personas.
El Anfiteatro Eduardo Falú, ubicado en Plaza España, es un anfiteatro a cielo abierto con capacidad para más de 8.000 personas. El mismo cuenta con 2 canchas de básquet internas, cabinas de transmisión para: periodistas, vestuarios, sanitarios y un patio de comidas.
El Estadio Fray Honorato Pistoia, perteneciente al Centro Juventud Antoniana. Cuenta con una capacidad de 8.000 personas y fue inaugurado en 1930. Actualmente está inhabilitado por AFA.
El Estadio Doctor Luis Güemes, perteneciente al Club Atlético Central Norte, cuenta con una capacidad para 6.000 personas, pero no está habilitado por AFA por falta de iluminación, falta de seguridad y por la escasa infraestructura. Se inauguró en 1959.

## Trama urbana de la ciudad
La trama de la ciudad se origina en el trazado hipotético original, donde se ubicaba la plaza central, la iglesia matriz y el edificio del Cabildo, aún en pie, luego de numerosas intervenciones a lo largo de siglos. Desde el centro la ciudad fue creciendo en dos sentidos fundamentales. Hacia el Norte, conectándose al camino que llevaba al Alto Perú, por la actual calle Zuviría. Hacia el Sur, vía de conexión con el Valle de Lerma y los Valles Calchaquíes, por la actual calle Mitre.
El crecimiento de la trama respetó el damero hasta fines del siglo XIX, cuando comienzan a aparecer tramas quebradas, debido a las condiciones topográficas de la ciudad. Otro factor que afectará la trama de ciudad será para esta misma época la aparición del tendido ferroviario, que atraviesa en diagonal el macrocentro. 
Ya adentrado el siglo XX, aparecen barrios con tramas orgánicas, inspirados en los modelos de las ciudades jardines inglesas y americanas, en las laderas de los cerros, como el barrio Tres Cerritos. Hacia la década de 1960 y 1970, los conjuntos habitacionales hacen su debut en la ciudad de mano de mandatos urbanísticos racionalistas, ubicándose ya en general en las afueras del macrocentro de la ciudad.

## Despliegue de las Fuerzas Armadas
| Unidades de la Guar Ej Salta                                                    | Abreviatura   |
| ------------------------------------------------------------------------------- | ------------- |
| Comando de la V Brigada de Montaña «General Manuel Belgrano»                    | Cdo Br M V    |
| Regimiento de Caballería de Exploración de Montaña 5 «General Güemes»           | RC Expl M 5   |
| Grupo de Artillería 15 «Coronel Francisco Bolognesi»                            | GA 15         |
| Batallón de Ingenieros de Montaña 5 «General de División Enrique Mosconi»       | B Ing 5       |
| Compañía de Comunicaciones de Montaña 5 «Teniente Coronel Gerónimo de Helguera» | Ca Com M 5    |
| Sección de Aviación de Ejército de Montaña 5                                    | Sec Av Ej M 5 |
| Compañía de Inteligencia 5 «Mayor Humberto Viola»                               | Ca Icia 5     |
| Base de Apoyo Logístico «Salta»                                                 | BAL Salta     |
| Hospital Militar Salta «Cirujano Mayor Dr. Joaquín Díaz Bedoya»                 | HM Salta      |
| Compañía de Reserva «Salta»                                                     | Ca Res Salta  |

## Defensa civil

### Sismicidad
La sismicidad del área de Salta es frecuente y de intensidad baja, y un silencio sísmico de terremotos medios a graves cada 40 años.
- Sismo de 1930: aunque dicha actividad geológica catastrófica, ocurre desde épocas prehistóricas, el terremoto del 24 de diciembre de 1930 (94 años),[23] señaló un hito importante dentro de la historia de eventos sísmicos jujeños, con 6,4 Richter. Pero nada cambió extremando cuidados y/o restringiendo códigos de construcción.[22]
- Sismo de 1948: el 25 de agosto de 1948 (76 años) con 7,0 Richter, el cual destruyó edificaciones y abrió numerosas grietas en inmensas zonas.[23][22]
- Sismo de 2010: el 27 de febrero de 2010 (15 años) con 6,1 Richter.

## Ciudades hermanas
- Iquique, Chile[24]
- Calama, Chile
- San Cristóbal de La Laguna, Tenerife España
- Santa Cruz de la Sierra, Bolivia
- Tarija, Bolivia
- Albox, España
- Xuzhou, China
- Bakersfield, Estados Unidos

## Galería

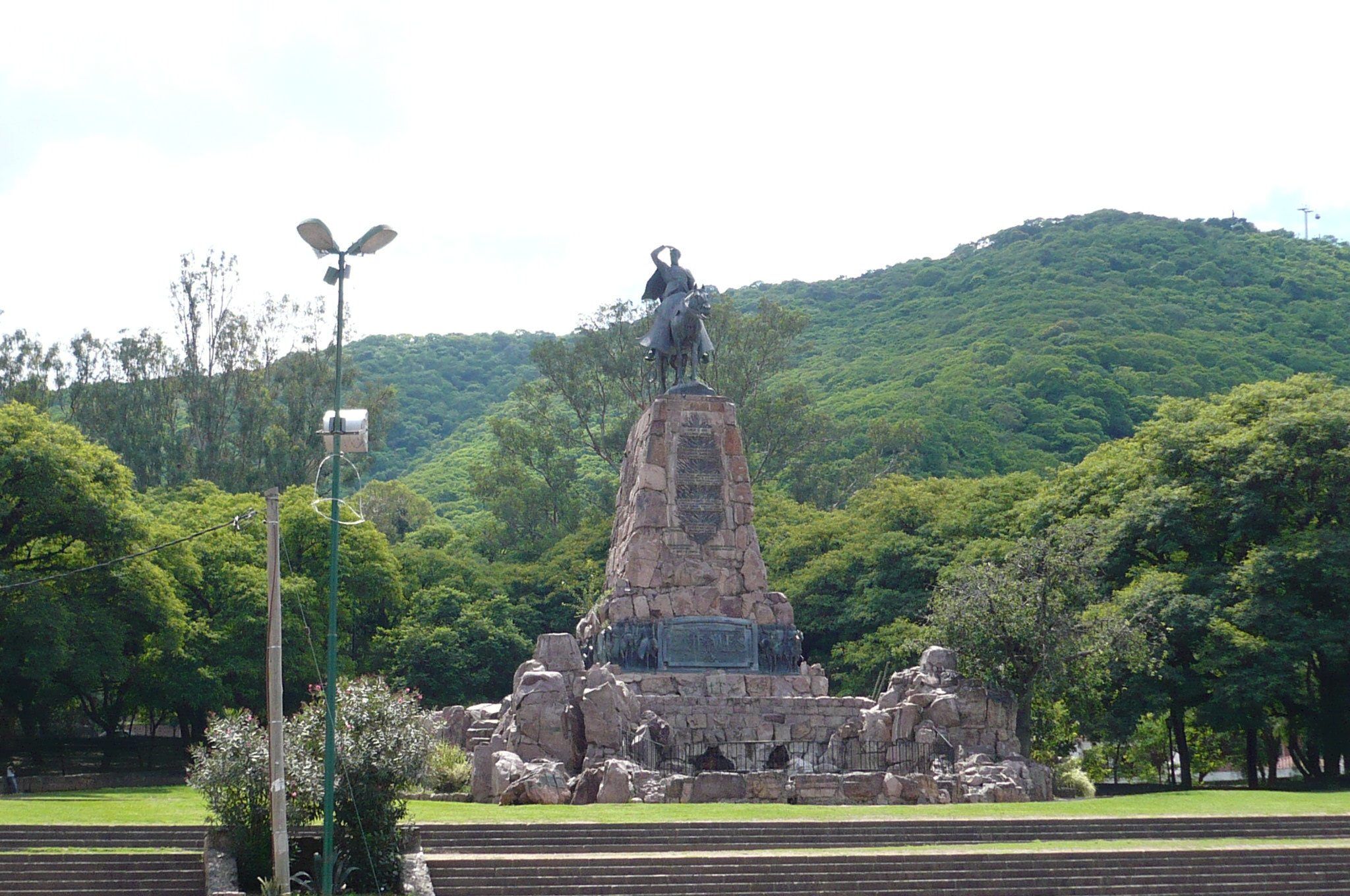
Monumento a Güemes
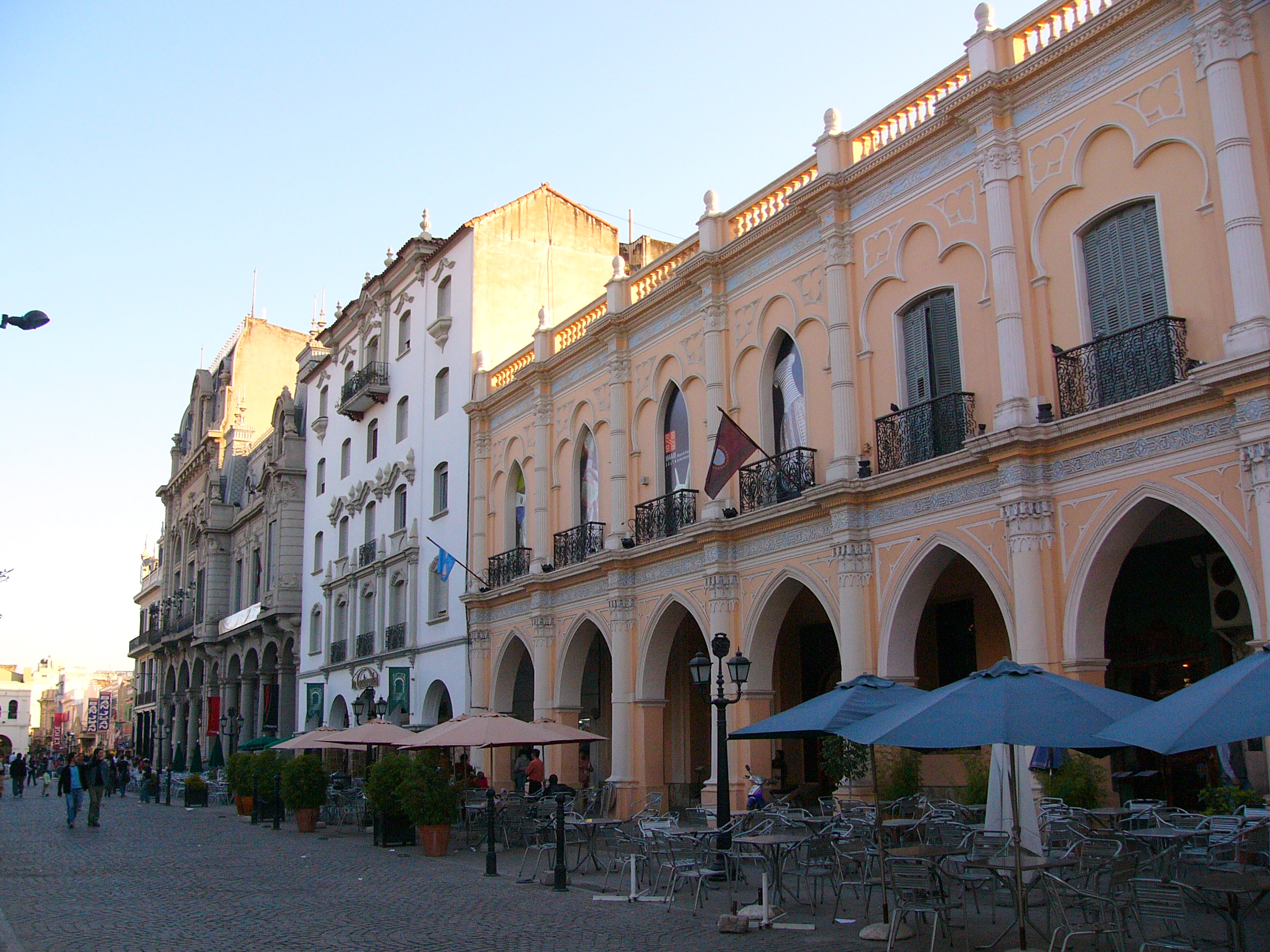
Calle Mitre al 100
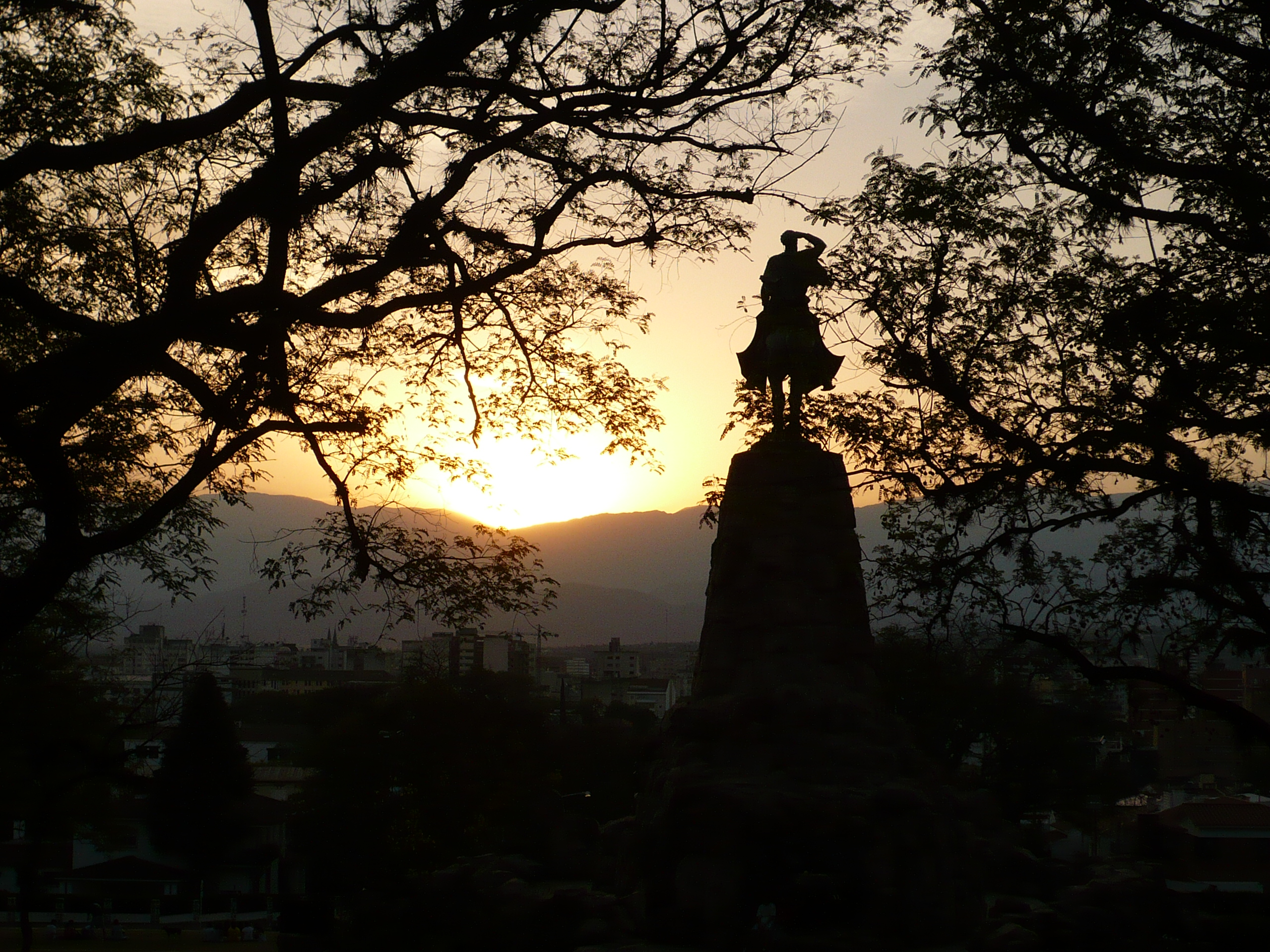
Atardecer en la ciudad visto desde el monumento a Güemes.
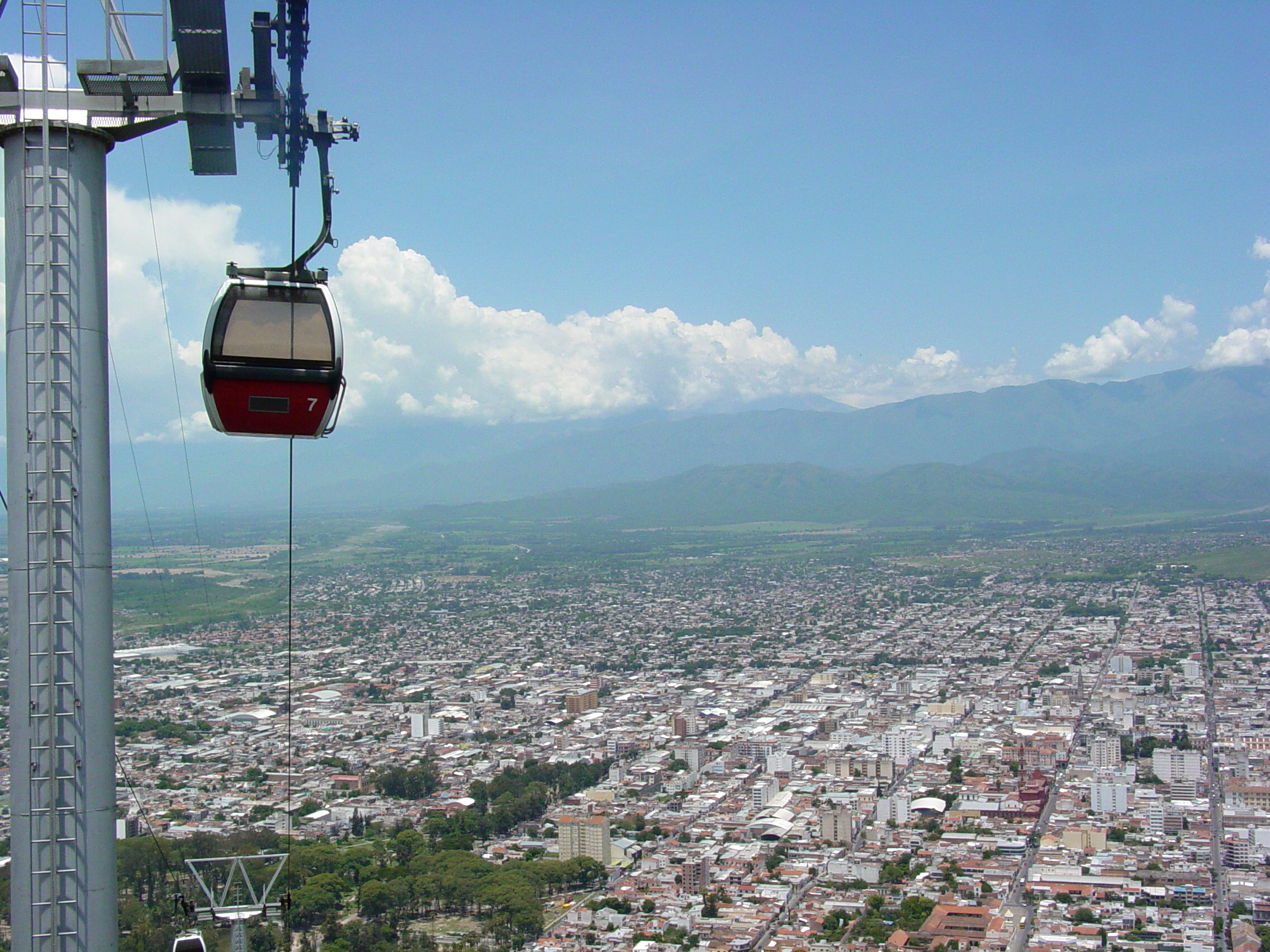
Ciudad vista desde la cima del Cerro San Bernardo
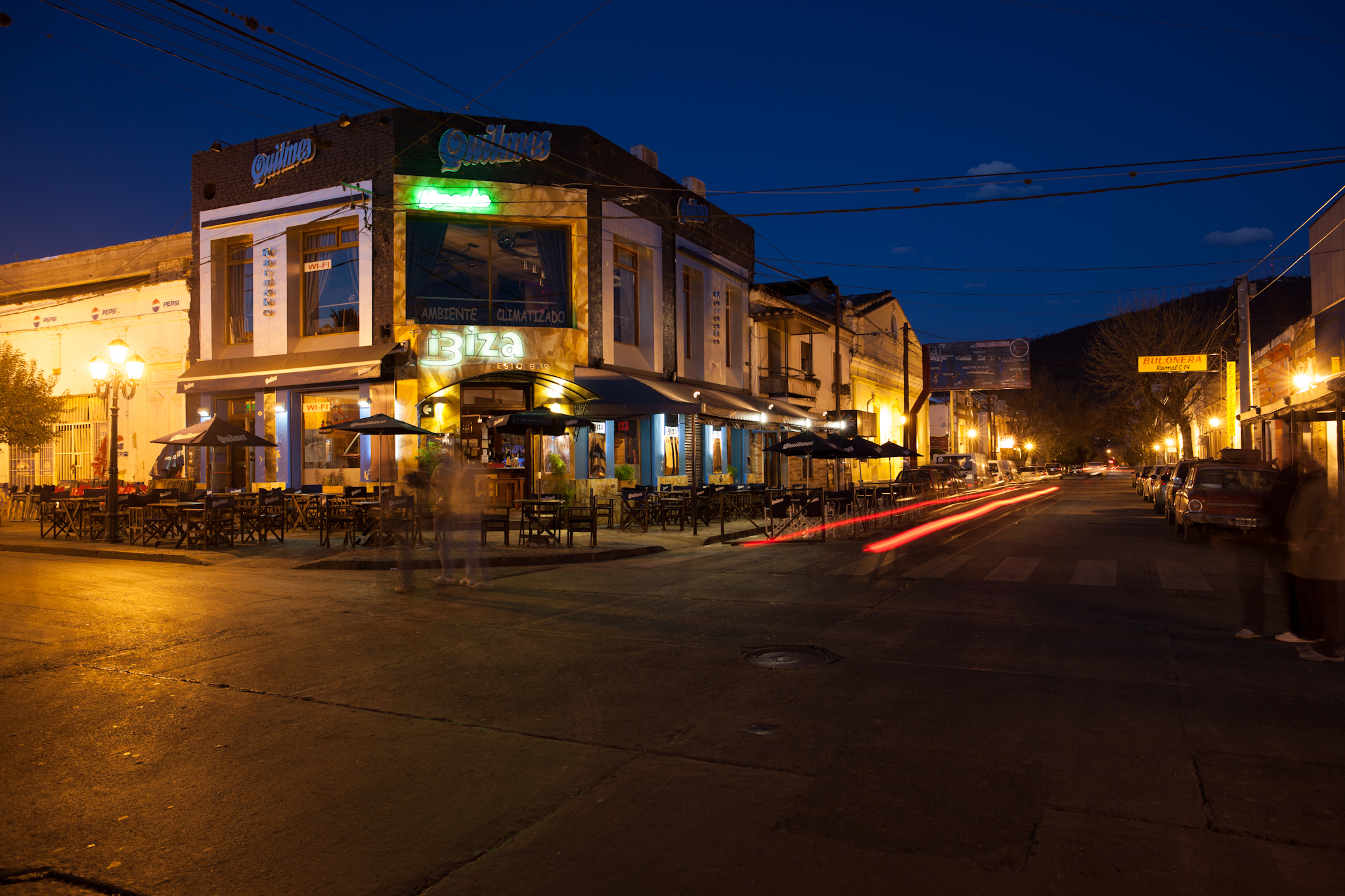
La Balcarce. Zona de peñas, pubs, restaurantes y lugares de esparcimiento nocturno.
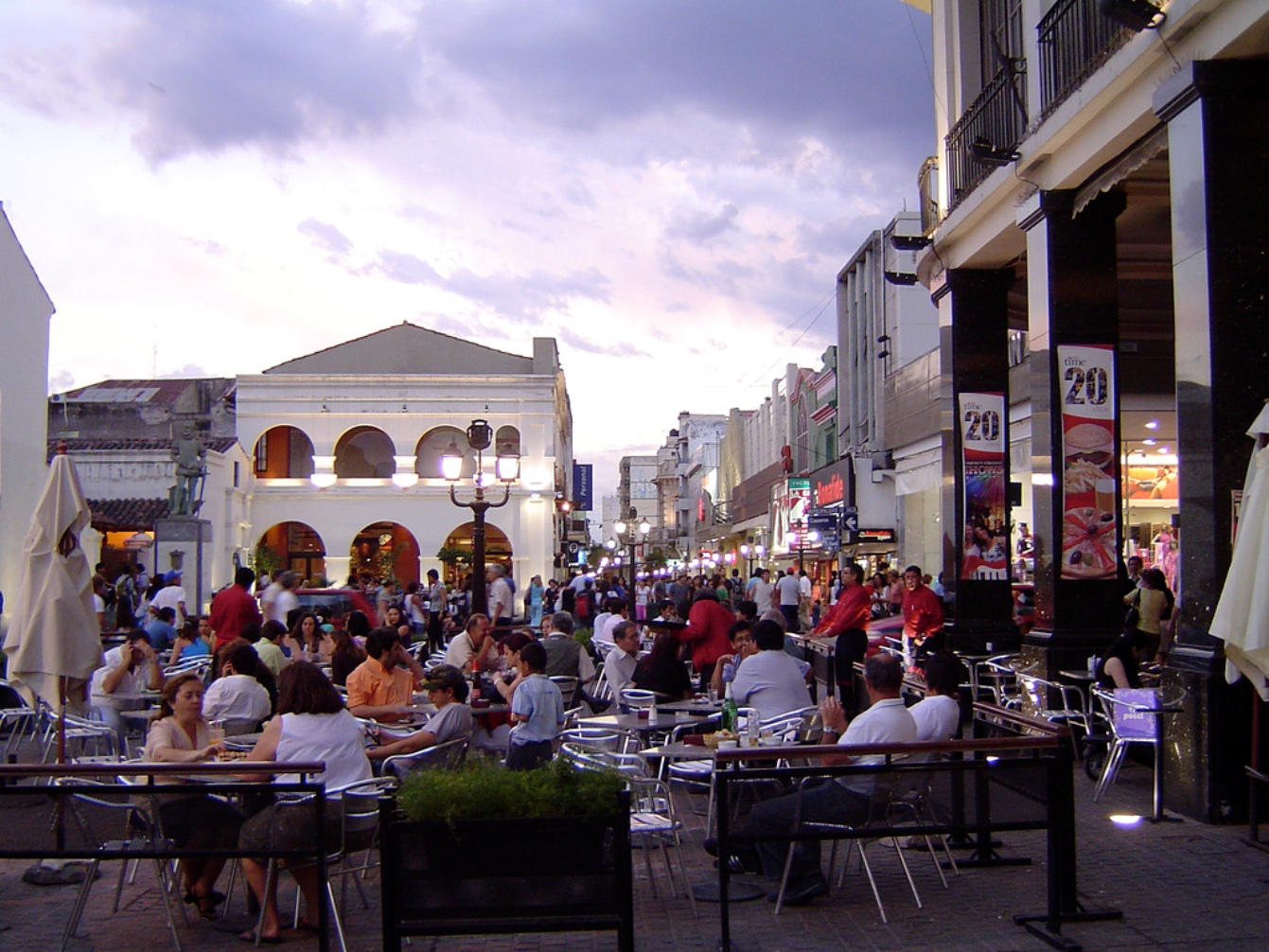
Peatonal Alberdi
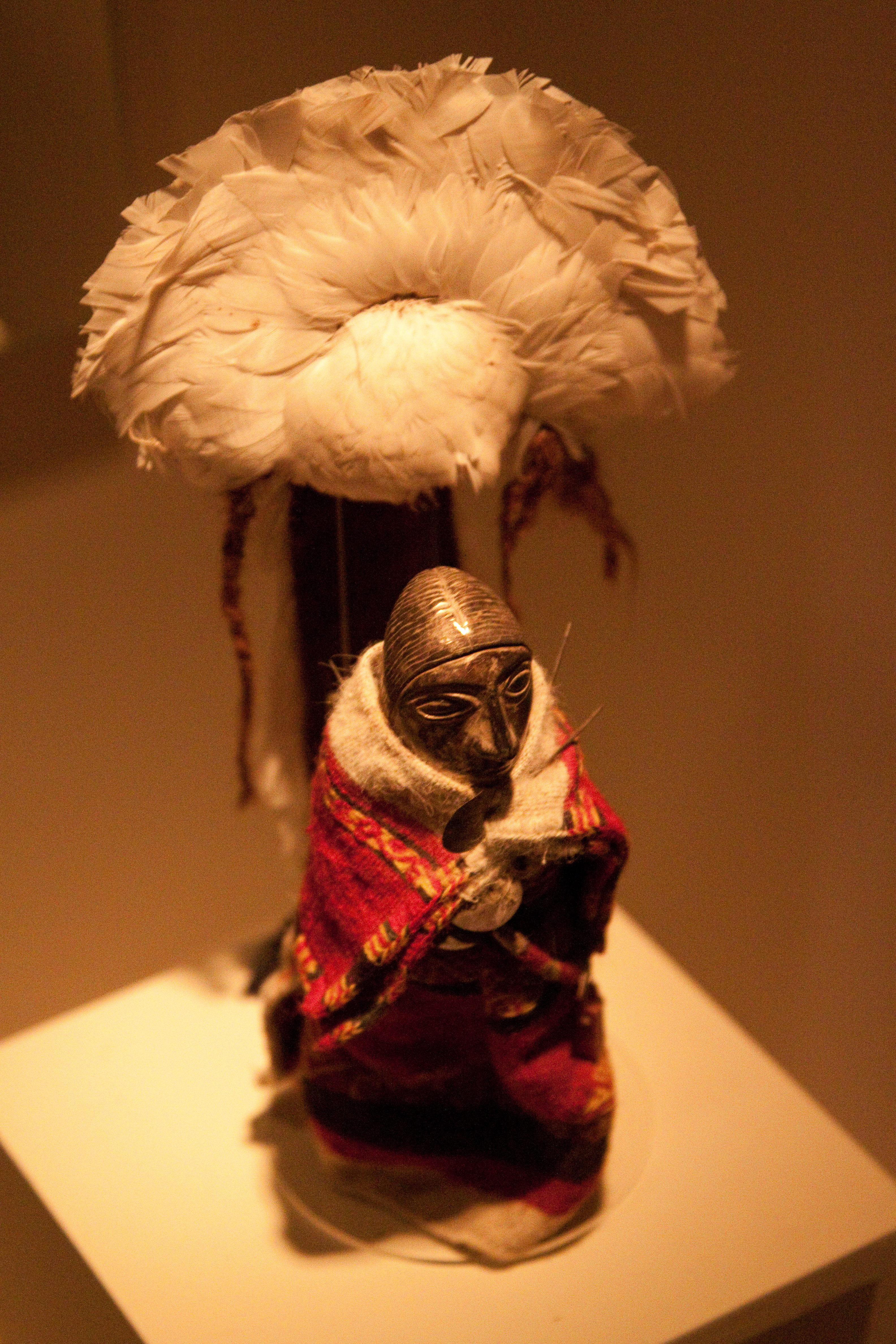
Ajuar en 3 niños incas; congelados desde 1500 en perfecto estado de conservación, como ofrenda Inca en la cima del volcán Llullaillaco (a 6.739 msnm)
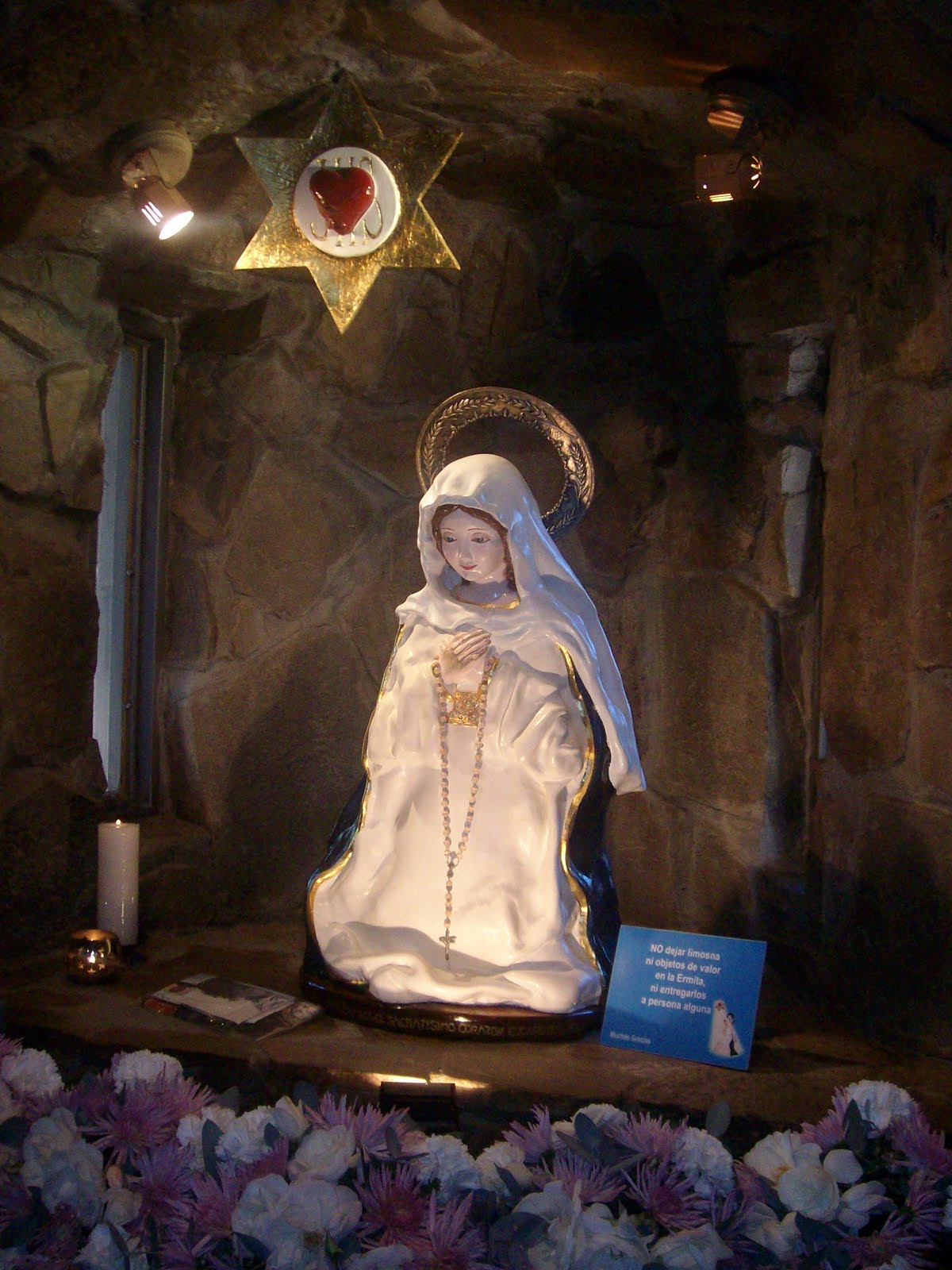
Virgen del Cerro en Barrio Tres Cerritos